# Radbruch (gmina)
Radbruch – gmina położona w niemieckim kraju związkowym Dolna Saksonia, w powiecie Lüneburg. Należy do gminy zbiorowej Samtgemeinde Bardowick.

## Położenie geograficzne
Radbruch leży ok. 12 km na północny zachód od Lüneburga i 8 km na południowy wschód od Winsen (Luhe). Od wschodu sąsiaduje z gminą Bardowick, od południa z gminą Mechtersen, od południowego zachodu z gminą Vierhöfen z gminy zbiorowej Salzhausen z powiatu Harburg, od zachodu i północy z miastem powiatowym Winsen (Luhe).
Teren gminy otoczony jest lasami leżącymi na północ od Pustaci Lüneburskiej. Przez gminę płynie kilka strumieni takie, jak Roddau, Hausbach i Düsternhopenbach, które jako Roddau wpadają do Ilmenau z lewej strony na wysokości ujścia rzeki Neetze po przeciwległej stronie. We wschodniej części gminy znajdują się mokradła z dużą liczbą kanałów melioracyjnych.

## Historia
Najstarsza wzmianka dotycząca Radbruchu znajduje się w kronice Memorabilia Historiae Luneburgicae i pochodzi z 1269. Pojawiający się tam Radebrokiijest nazwiskiem rodziny rycerskiej, która tu się osiedliła. Siedziba rodziny Radbruchów była prawdopodobnie na początku XV wieku umocniona. W XVI wieku Radbruch został siedzibą wójta podlegającego wójtowi z Bardowicku. Wójt tworzył administrację posiadłości Welfów na tym terenie.

## Transport
Radbruch znajduje się blisko autostrady A250 (ok. 1 km), ale do najbliższego węzła Winsen-Ost jest 6 km.